# Rebeca y Eliezer
Rebeca y Eliezer es un cuadro del pintor español Bartolomé Esteban Murillo. Está realizado en óleo sobre lienzo. Mide 107 cm de alto y 171 cm de ancho. Fue pintado al inicio de la segunda mitad del siglo XVII. Se encuentra en el Museo del Prado, Madrid, España.

## Descripción
Narra un episodio procedente de Génesis 24: Abraham le pide a uno de sus siervos (Eliezer) que vaya a buscar una esposa para su hijo (Isaac) a la tierra de donde él tuvo que salir (Ur de Caldea, Mesopotamia), es decir, que sea de su parentela, y que la traiga a donde viven ahora (Canaán) para desposarla con su hijo. Explícitamente le advierte que no le traiga una mujer cananita, y le dice que un ángel le ayudará en su cometido, tal como le ha prometido Dios. El siervo toma diez camellos y se pone en camino. En un punto determinado, se detiene cerca de un pozo y reza a Dios: (Génesis 24, 12-14): “Señor, Dios de Abraham, dame hoy una señal favorable, y muéstrate bondadoso con mi patrón Abraham. Yo me quedaré parado junto a la fuente, mientras las hijas de los pobladores de la ciudad vienen a sacar agua. La joven a la que yo diga: «Por favor, inclina tu cántaro para que pueda beber», y que me responda: «Toma, y también daré de beber a tus camellos», esa será la mujer que has destinado para tu servidor Isaac”. Antes de que termine de hablar aparece Rebeca, entroncada con el linaje de Abraham y además virgen, quien efectivamente da de beber agua a Eliezer y también a los camellos. El siervo le ofrece un anillo y dos brazaletes de oro, le pregunta quién es y si puede pernoctar en su casa, a lo que ella contesta que sí. Rebeca vuelve a casa a contar lo sucedido, y a continuación uno de sus hermanos va en busca del siervo para que pernocte en su casa. Labán, hermano de Rebeca, atiende a los camellos y da de comer a Eliezer. El siervo les cuenta su misión, y ellos acceden a que Rebeca vaya a casa de Abraham y se case con Isaac. Eliezer les hace regalos y adora a Dios. Rebeca parte con él acompañada de una nodriza y varias doncellas. Tiempo después, Isaac ve venir los camellos. Rebeca también ve a Isaac y se cubre con un velo. Ambos se encuentran. Isaac conduce a Rebeca a la tienda de Sara, su madre (que había muerto un poco antes), y la toma por esposa. 
De este cuadro bíblico, el pasaje más representado en la pintura universal es el encuentro de Rebeca y Eliezer en el pozo, incluso con mayor número de obras que el propio matrimonio de Isaac y Rebeca. En la versión de Murillo, como es habitual en este pintor sevillano, contemplamos una típica escena andaluza. Rebeca y sus vecinas parecen muchachas del barrio de Triana o de cualquier pueblo andaluz de mediados del siglo XVII, reunidas con sus cántaros en torno a la fuente. Exceptuando la indumentaria, la escenografía sería común a cualquier zona de España.